# Карангтенгская надпись
Надпись Карангтенга (надпись Каюмвунган) — надписи, начертанные на пяти камнях, датированных 746 годом эры Шака или 824 годом н.э., обнаруженные в деревне Карангтенга, округ Теманггунг, Центральная Ява, Индонезия. Надпись была написана древним яванским письмом на двух языках: старом яванском (кави) и санскрите. Строки 1-24 были написаны на санскрите, остальные строки — на старом яванском. Надпись связана с храмами Боробудур и Мендут.

## Содержание
В частях, написанных на санскрите, упоминается о правителе по имени Самаратунга. Его дочь по имени Прамодхавардхани открыла Джиналаю (санскритское значение: джайнский храм и царство тех, кто победил мирское желание и достигли просветления, называемого джина, что также является общим эпитетом Будды, и что, скорее всего, подразумевается здесь), священное святилище Джина. В надписи также упоминается священное буддийское здание под названием Венувана (санскирт: бамбуковый лес) для размещения кремированного пепла «царя облаков», что является именем бога Индры, которое, вероятно, относится к правителю Индре из династии Сайлендра. Джиналая была идентифицирована как Боробудур. Венувана была идентифицирована как храм Мендут голландским археологом де Каспарисом, в то время как Сокмоно отождествил его с храмом Нгавен.
В частях, написанных на древнем яванском языке, упоминается о событии, согласно которому Ракай Патапан пу Палар в 10-й день Креснапакса в месяце джестха 746 г. (824 г. н. э.) постановил, что рисовые поля в Каюмвунгане будут освобождены от уплаты налогов. Ракай Патапан пу Палар определяется как Ракай Гарунг, правитель Матарама. Индонезийский историк Сламет Мульяна предполагал, что Ракай Гарунг — другое имя Самаратунги.